# Anna Mae Hays

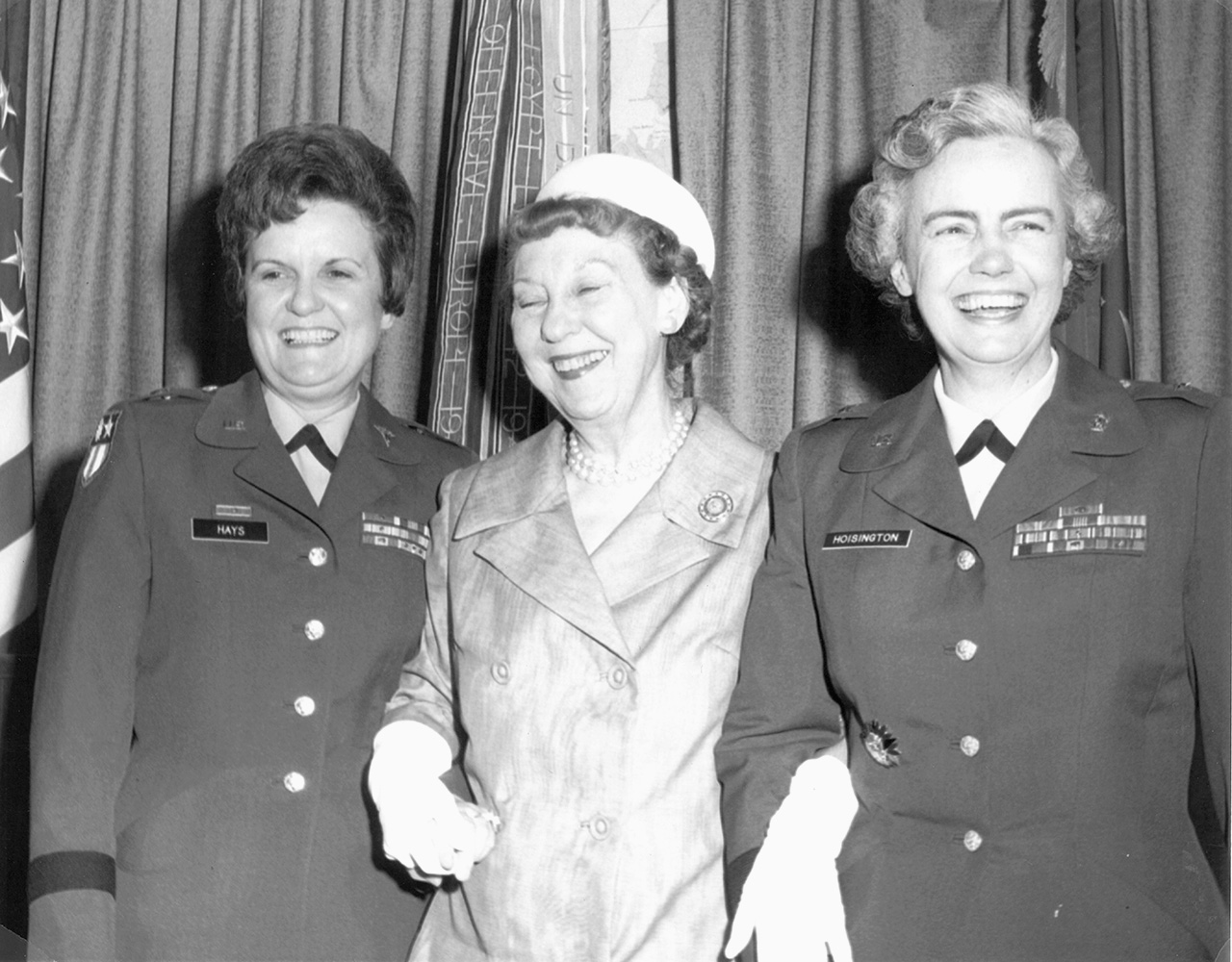
Anna Mae Hays (z lewej) i Elizabeth Hoisington (z prawej) tuż po otrzymaniu stopni generalskich, 11 czerwca 1970. Towarzyszy im Mamie Eisenhower, była pierwsza dama Stanów Zjednoczonych.

Anna Mae Hays z domu McCabe (ur. 16 lutego 1920 w Buffalo, zm. 7 stycznia 2018 w Waszyngtonie) – amerykańska pielęgniarka, pierwsza kobieta w historii, która otrzymała stopień generalski w Siłach Zbrojnych Stanów Zjednoczonych.

## Biografia
Córka dwojga oficerów Armii Zbawienia, urodzona w Buffalo, w stanie Nowy Jork, od 8 roku życia dorastała w Allentown, w Pensylwanii. Szkoliła się w szkole pielęgniarskiej przy tamtejszym szpitalu (Allentown General Hospital). W 1941 roku podjęła w nim pracę. Wkrótce po przystąpieniu Stanów Zjednoczonych do II wojny światowej, na początku 1942 roku zaciągnęła się do armii, podejmując służbę w Korpusie Pielęgniarskim Armii Stanów Zjednoczonych (US Army Nurse Corps). W styczniu 1943 roku wysłana do Ledo, w Indiach, gdzie służyła w szpitalu polowym, wspierając amerykańskie działania wojenne skierowane przeciw Japonii. Stacjonowała tam przez dwa i pół roku; w momencie zakończenia wojny znajdowała się na przepustce w Stanach Zjednoczonych.
Po zakończeniu wojny kontynuowała służbę w wojsku. Pracowała w szpitalu wojskowym w Fort Dix (stan New Jersey), początkowo na bloku operacyjnym, później jako naczelna pielęgniarka. Pracowała następnie jako przełożona na oddziale położniczym szpitala Valley Forge General Hospital w Phoenixville (Pensylwania) oraz naczelna pielęgniarka przychodni w Fort Myer (Wirginia). Podczas wojny koreańskiej, w 1950 roku wysłana została z 4. Szpitalem Polowym (4th Field Hospital) na Półwysep Koreański, gdzie spędziła siedem miesięcy, po czym przeniesiona została do służby w amerykańskim szpitalu wojskowym w Tokio. Tam przez rok pracowała jako pielęgniarka zarządzająca.
Po powrocie do kraju pracowała na oddziale położniczo-pediatrycznym szpitala przy bazie wojskowej Indiantown Gap (Pensylwania). Po odbyciu szkolenia w zakresie administracji w wojskowej szkole medycznej w Fort Sam Houston (Teksas), skierowana została do pracy w Walter Reed Army Medical Center w Waszyngtonie. W 1956 roku jako pielęgniarka dyżurna przez miesiąc sprawowała opiekę nad prezydentem Dwightem Eisenhowerem, który przebywał tam w związku z zapaleniem jelita krętego. Zawiązała przyjaźń z nim oraz jego żoną Mamie. Wyszła za mąż w 1956 roku, owdowiała w 1962 roku. W 1958 roku uzyskała tytuł licencjata (bachelor’s degree) w zakresie edukacji pielęgniarskiej na Uniwersytecie Columbia w Nowym Jorku. Objęła następnie stanowisko naczelnej pielęgniarki w klinice medycyny nuklearnej w instytucie badawczym Walter Reed Army Institute of Research koło Waszyngtonu.
W 1960 roku ponownie wysłana została do Korei, gdzie służyła w amerykańskim szpitalu wojskowym w Pusanie. Po raz kolejny oddelegowana do pracy w szpitalu Walter Reed Army Medical Center, następnie w biurze Naczelnego Lekarza Stanów Zjednoczonych (Surgeon General of the United States), w 1963 roku mianowana została zastępczynią szefa Korpusu Pielęgniarskiego (Assistant Chief of the Army Nurse Corps). W tej roli w 1965 roku wysłana została do Wietnamu w celu oceny stanu opieki pielęgniarskiej nad żołnierzami amerykańskimi, uczestniczącymi w wojnie wietnamskiej. W 1967 roku awansowano ją na pułkownika i mianowano szefową Korpusu Pielęgniarskiego (Chief of the Army Nurse Corps). W 1968 roku ukończyła studia magisterskie na kierunku pielęgniarstwa na Katolickim Uniwersytecie Ameryki w Waszyngtonie.
11 czerwca 1970 roku otrzymała stopień generała brygady (Brigadier General), jako pierwsza kobieta w historii Sił Zbrojnych Stanów Zjednoczonych uzyskując stopień generalski. Podczas tej samej ceremonii, tuż po niej, ten sam stopień nadany został Elizabeth Hoisington, dyrektorce Korpusu Kobiecego Armii (Women's Army Corps)
W 1971 roku przeszła na emeryturę. Podczas ceremonii pożegnalnej odznaczona została Medalem za Wybitną Służbę (Distinguished Service Medal). W stanie spoczynku nadal angażowała się w sprawy Korpusu Pielęgniarskiego. Osiadła w swoim domu w Arlington, w Wirginii. Przez wiele lat spędzała 4–5 miesięcy w roku w Marbelli, w Hiszpanii.
Zmarła na zawał serca w Waszyngtonie, 7 stycznia 2018 roku, w wieku 97 lat. Pochowana została na cmentarzu w rodzinnym Allentown.